# Міха Ремец
Міха Ремец (словен. Miha Remec; нар. 10 серпня 1928, Птуй — 2020) — словенський літератор, журналіст, найбільш плідний письменник Словенії у галузі наукової фантастики, багаторазовий лауреат премії СФЕРА.
На думку словенського літературознавця Драго Байта, Ремец стоїть в одному ряді з Замятіним, Гакслі і Орвелом.

## Життєпис
Після закінчення початкової школи в рідному місті Птуй вступив у місцеву гімназію, де його навчали три відомі словенські митці: Антон Інголич (словенська мова), Франце Міхелич (малювання) і Станко Цайнкар (катехізис).
На його дитинстві сильно позначилася Друга світова війна. Після німецької окупації Птуя 1941 року гестапо запроторило у в'язницю і катувало його батька, а потім всю родину депортували в Сербію, де вони поневірялися у нестатках. Ці скрутні часи письменник описав у романі «Великий віз».
Після повернення із заслання (1945) сімнадцятирічним юнаком долучився до югославського молодіжного руху, записавшись у трудову бригаду, що будувала залізничні вітки Брчко—Бановичі, Шамаць—Сараєво і машинобудівний завод у Белграді (щось на зразок всесоюзних ударних комсомольських будов). Після смерті батька в 1952 році працював кореспондентом центральної словенської газети «Народні права» (словен. Ljudske pravice) у Птуї, яка з 1959 року стала щоденною газетою «Праця» (словен. Delo). У тому ж 1959 році одружився і переїхав у Любляну, де з наступного року продовжив роботу в тій газеті журналістом.
Ремец провів для себе дуже чітку межу між газетярством та красним письменством. Журналістику він сприймав як професію, якою він займається професійно, але без особливих зусиль і прагнень. Низку гумористичних колонок і глоси у таких виданнях, як «Праця», «Щотижнева трибуна» (словен. Tedenska tribuna) і «Словенські новини» (словен. Slovenske novice) він написав під псевдонімами та багато років працював нічним випусковим редактором газети, залишаючись у тіні.
Часто стаючи мішенню критики, особливо, коли мова заходила про його поезію, де його звинувачували у наборі слів, відсутності емоцій та кострубатій мові, Ремец творив також під жіночим псевдонімом «Ірена Ремром».

## Літературний доробок
Його творчість охоплює прозу, поезію та драматургію. Прозу він почав писати ще в дитинстві. Творам Ремеца притаманні опір війні, техніці, еротика як рушійна сила людського виживання, екологія і феноменологія часу та наукова фантастика. Автор розглядає науково-фантастичний жанр як спосіб розгадати універсалії сутності людини, її надій, страхів, любові, кохання, оман і каяття. Фантастика постійно переростає у можливу реальність, художні ж твори оповідають перш за все про людську недовершеність, яка безмежна і позачасна. Янез Майдич у передмові до роману «Iksia ali slovo živostrojnega človeka» зазначав, що, якби Ремец писав англійською мовою, він, скоріше за все, легко б виборов котрусь із авторитетних премій за такий вид жанрового письменства.

### Романи
- Sončni obrat (роман, 1969)
- Prepoznavanje ali bele vdove črni čas (роман, 1980)
- Iksion ali beg iz prikazovalnice (роман, 1981)
- Mana - Časovni zapiski časnikarja Jurija Jereba (роман, 1985)
- Veliki voz (роман, 1986)
- Lovec (роман, 1987)
- Nečista hči (роман, 1987)
- Zelena zaveza (роман, 1989)
- Trapanske kronografije (роман, 1995–1997)
- Iksia ali slovo živostrojnega človeka (роман, 2001)
- Iks ali velika samota Noetove barke (роман, 2006)
- Ostrostrelka (роман, 2008)
- Mitrejin koder (роман, 2011)
- Votlina ali Noč med novoslovenskimi polharji (роман, 1977)

### Інша проза
- казка o srečnem kovaču (1938)
- Pripovedke iz Zmajskega gradu (казка, 1957)
- Kamen resnice (казка, 1959)
- Kodeljica v vesolju (казка, 1989)
- Smrt v kurentiji (повість, 1977)
- Zapiski odposlanca Zemlje (повість, 1991)
- Astralni svetilniki (zbirka kratkih zgodb, 1993)

### Поезія
- Otožne rože (збірка віршів, 1952–1957)
- Pesmi iz levega žepa (збірка поезій, 1981)
- Zamolčani stihi (збірка віршів, 2011)
- Pogrešanja (збірка віршів, 2012)

### Драматургія
- Mrtvi kurent (драма, 1959/1960)
- Srečni zmaji (драма,1962)
- Delavnica oblakov (драма, 1966/1967)
- Kuga plastionska (драма, 1975, поставлена 1994/95)
- Kres ob Savici (непоставлена драма, 1989)
- Priklicevanje Nebov (непоставлена драма)
- Na robu sonca (нереалізований сценарій телеп'єси, опублікований 1995)